# Дрізд Наумана
Дрізд Наумана (Turdus naumanni) — вид птахів родини дроздових.

## Опис

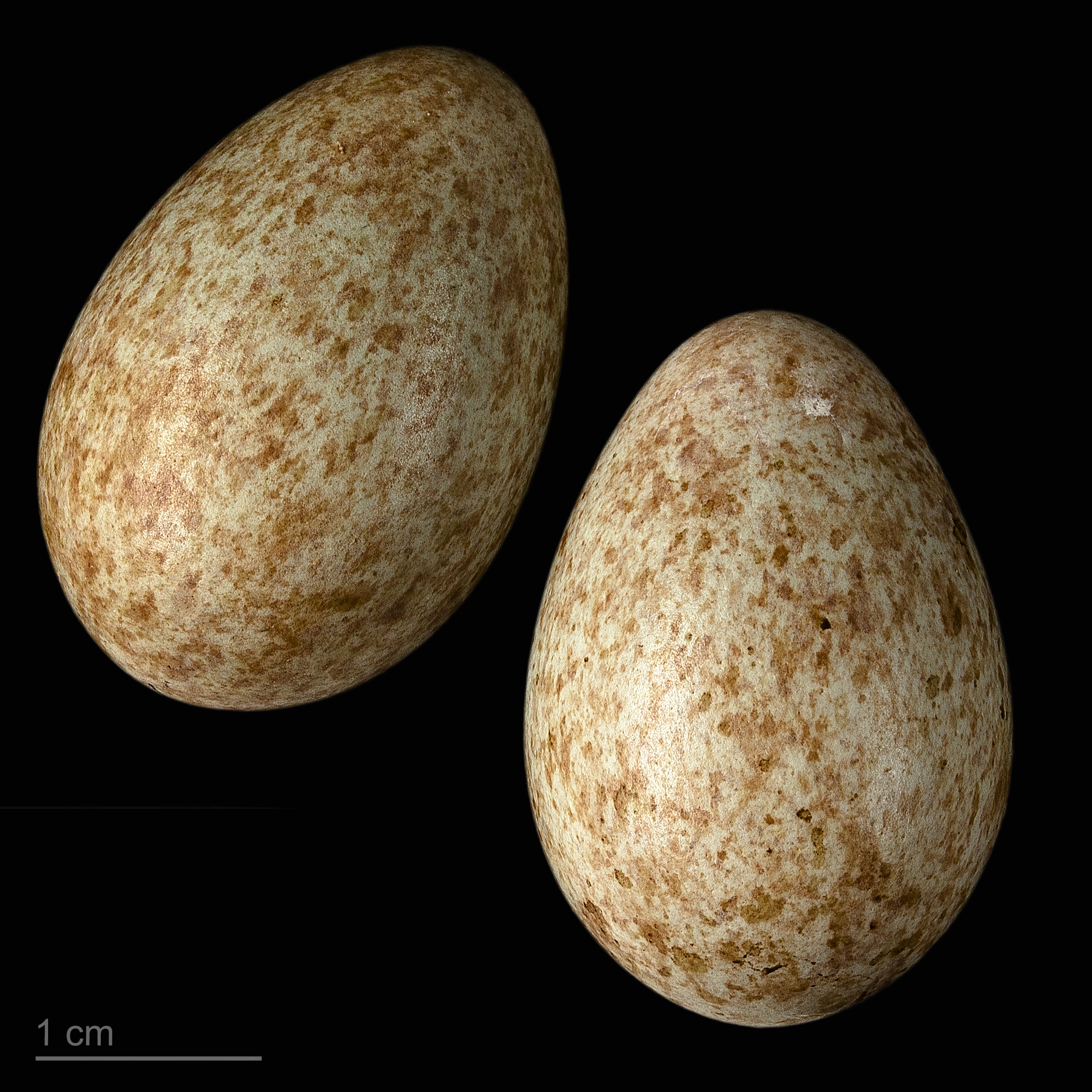
Яйце Turdus naumanni, Тулузький музей

У дорослого самця майже все тіло вкрите пір'ям оливково-бурого відтінку. Груди, черево і підхвістя білі. Спина, хвіст, брови, покривне пір'я руді. Самка значно буріша від самця. Єдиною відмінністю молодого птаха від самки є наявність світлих рисок зверху. Є дві кольорові раси: темна та руда. Відрізняється від інших видів дроздів рудим кольором на надхвісті, тулубі та хвості.
Середовищем життя дрозда Наумана є чагарники та ліси. Харчується насінням та комахами. Гніздо будує на кущах або деревах, де відкладає 3-6 яєць. Неодноразово спостерігався на Одещині.